# 卷线孢菌素
卷线孢菌素（英語：Bostrycin）是一种有机化合物，化学式为C16H16O8，可从色孢子節菱孢菌屬的代谢产物的三氯甲烷萃取液中获得，或通过化学方法以2,5,8-三羟基-1,4-萘醌为原料经多步反应制得。它和其互变异构体以单斜晶系P21空间群结晶，Hall符号为P 2yb。它可以参与一些反应，得到缩酮衍生物或甲氧基被胺基取代的衍生物。